# 圣布鲁万莱穆瓦讷
圣布鲁万莱穆瓦讷（法語：Saint-Broing-les-Moines，法語發音：[sɛ̃ bʁwɛ̃ le mwan]）是法国科多尔省的一个市镇，属于蒙巴尔区。

## 地理
圣布鲁万莱穆瓦讷（47°41'50"N, 4°50'30"E）面积20.09 平方千米，位于法国勃艮第-弗朗什-孔泰大區科多尔省，该省份为法国中东部省份，北起奥布省，西接涅夫勒省和约讷省，南至索恩-卢瓦尔省，东南接汝拉省，东临上索恩省，东北部与上马恩省接壤。
与圣布鲁万莱穆瓦讷接壤的市镇（或旧市镇、城区）包括：泰尔丰德雷、比尔莱唐普利耶、米诺、穆瓦特龙、蒙穆瓦延。

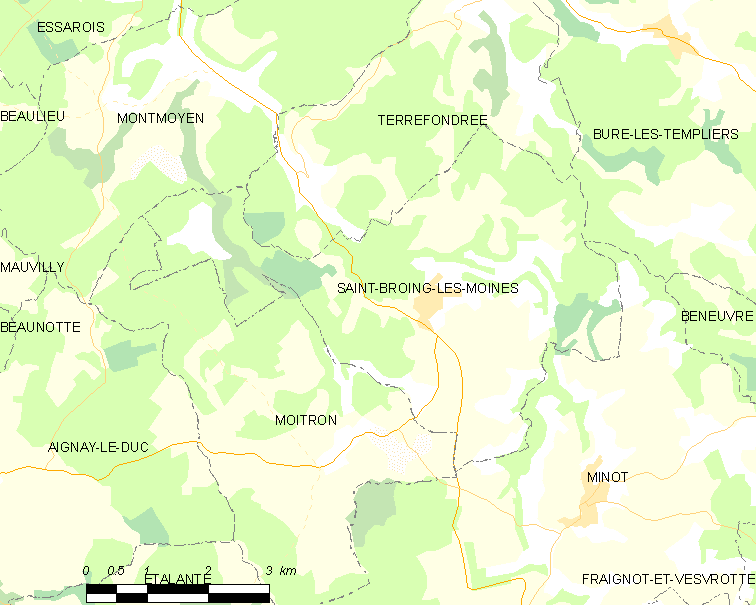
圣布鲁万莱穆瓦讷的OSM定位图

圣布鲁万莱穆瓦讷的时区为UTC+01:00、UTC+02:00（夏令时）。

## 行政
圣布鲁万莱穆瓦讷的邮政编码为21290，INSEE市镇编码为21543。

## 政治
圣布鲁万莱穆瓦讷所属的省级选区为塞纳河畔沙蒂永县。

## 人口

1962-2008年间圣布鲁万莱穆瓦讷人口变化图示

圣布鲁万莱穆瓦讷于2022年1月1日时的人口数量为184人。